# Johann Strauss, regele neîncoronat al valsului
Johann Strauss, regele neîncoronat al valsului (titlul original: în germană Johann Strauß - Der König ohne Krone) este un film dramatic biografic de coproducție austro–est-german, realizat în 1987 de regizorul Franz Antel, protagoniști fiind actorii Oliver Tobias, Mary Crosby, Audrey Landers și Karin Dor.

## Rezumat
De la un bal de operă din 1986, valsul Dunărea albastră imaginea se întoarce de la Viena la începutul secolului, la etape din viața regelui valsului Johann Strauss cu triumfuri și eșecuri, farmec dar și greutăți private. Aparițiile l-au dus printre altele la Varșovia, Paris și Berlin. Trei soții și numeroase aventuri provoacă agitație și dificultăți. Prima lui soție, Jetty, are grijă de el înduioșător. A doua, soubreta Lily, îl atacă cu ambiția ei. Se îndrăgostește de frumoasa văduvă Adele. Deoarece divorțul căsătoriei sale catolice cu Lily nu este recunoscut, el se rupe de Viena și de împărat. Se duce la Adele, care a fugit la mătușa ei în Saxonia, devine cetățean sas, se convertește la protestantism și se căsătorește cu Adele. Cu toate acestea, împăratul îl cheamă înapoi la Viena, iar visul său de o viață devine realitate odată cu interpretarea operetei „Fledermaus” în opera de la curte.

## Distribuție
- Oliver Tobias – Johann Strauss
- Mary Crosby – Adele Strauss
- Audrey Landers – Angelica „Lily“ Strauss
- Karin Dor – Henriette „Jetty“ Strauss
- Mathieu Carrière – Eduard Strauss, fratele lui Johann
- John Phillip Law – Maximilian Steiner
- Hugh Futcher – Steidl
- Dagmar Koller – Marie Geistinger
- Mike Marshall – Eduard Hanslick
- Rolf Hoppe – Herzog Ernst II. von Sachsen-Coburg-Gotha
- Zsa Zsa Gabor – Tante Baronin Amelie
- Philippe Nicaud – Jacques Offenbach
- Dorit Gäbler – Pauline von Metternich
- Volkmar Kleinert – generalul Abrahamowicz
- Beatrix Kopf – Olga
- Carl-Hermann Risse – comandantul
- Axel Reinshagen – plutonierul
- Ruth Schafranek-Brinkmann – mama Olgăi
- Mario Turra – doctorul
- Birgit Sarata – cântăreața
- Daniela Hoffmann – bucătăreasa Poldi
- Dorit Gäbler – Pauline Metternich
- Jürgen Zartmann – Fritsche

și Erich Padalewski, Marijam Agischewa, David Cameron, Heinz Holecek, Mijou Kovacs